# Svatopluk Klimeš
Svatopluk Klimeš (* 10. března 1944 Praha) je český výtvarník, malíř, kreslíř, fotograf, multimediální umělec, performer a vysokoškolský pedagog.

## Život
V letech 1959–1963 vystudoval Střední uměleckoprůmyslovou školu v Praze. V letech 1967–1973 studoval na Akademii výtvarných umění v Praze.
Od roku 1998 vyučuje na Univerzitě J. E. Purkyně v Ústí nad Labem; v roce 2003 byl jmenován docentem, v letech 2001–2006 byl proděkanem pro studium.

## Členství ve skupinách
- 1988 – zakládající člen skupiny Papiriál
- 1994–1996 – Nové sdružení pražských umělců
- 1995–1997 – AFTEC (Asociace francouzsko-české spolupráce)
- 1995–1997 – skupina Serpens
- 1998 – Umělecká beseda (výtvarný odbor), od roku 2007 je předsedou odboru
- 2000 – Kulturní centrum Řehlovice

## Ocenění
- 2004 – Cena rektora Univerzity Jana Evangelisty Purkyně v Ústí nad Labem za uměleckou činnost

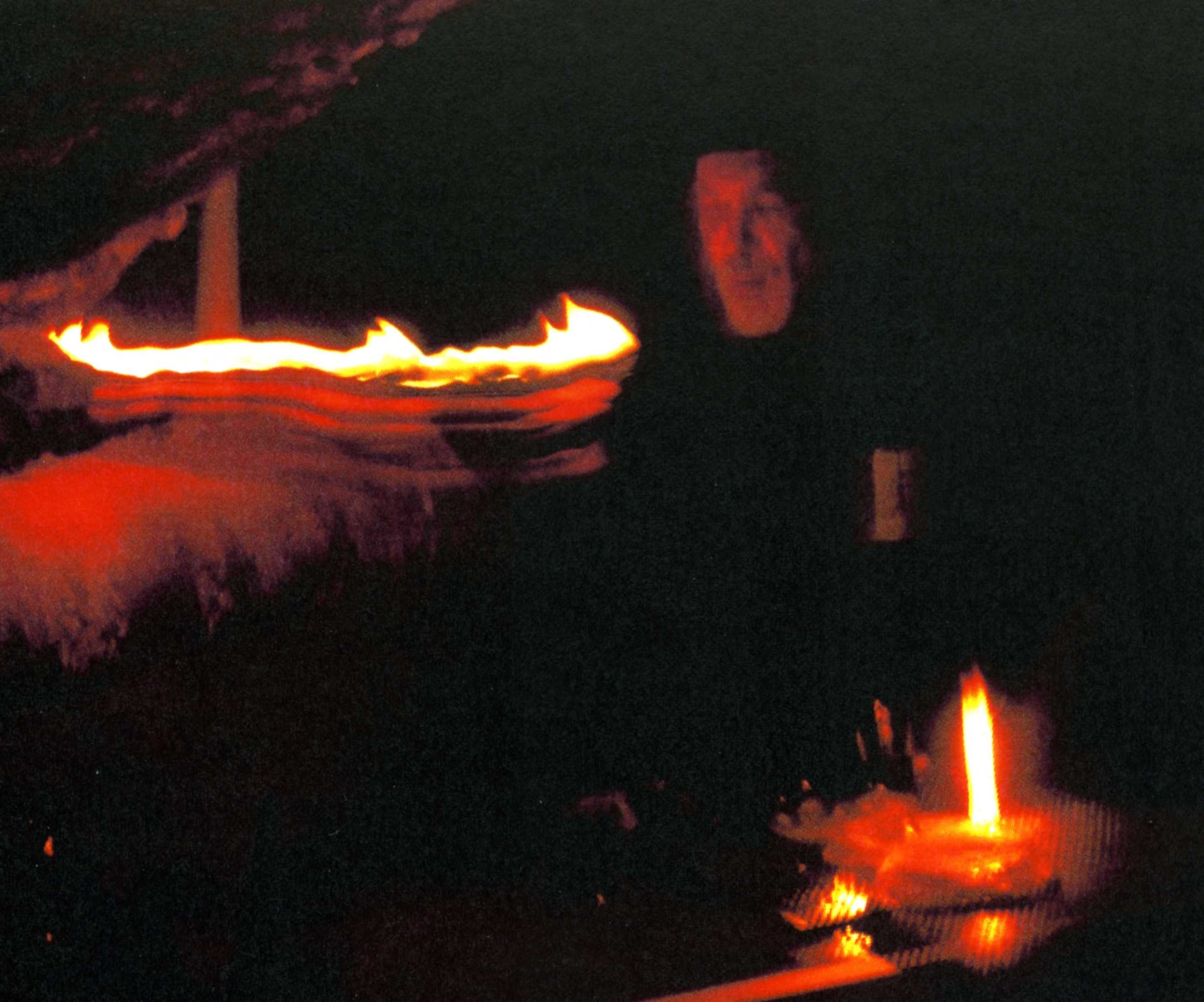
Sv. Klimeš s charakteristickým vystoupením na své vernisáži v Muzeu umění a designu Benešov (2007)

## Výstavy
- 2007 - Muzeum umění a designu Benešov
- 2017 – Oheň do papíru nezabalíš, Galerie Smečky, Praha, 18. října – 25. listopadu 2017, kurátor výstavy: Marie Klimešová.[1]

## Zastoupení ve sbírkách
Galerie hlavního města Prahy
Moravská galerie
Muzeum umění a designu Benešov